# トゥアハー・デ・ダナン (フルメタル・パニック!)
トゥアハー・デ・ダナン(Tuatha de Danaan)は、賀東招二の小説『フルメタル・パニック!』に登場する架空の強襲揚陸潜水艦。同艦が所属する組織、ミスリルの作戦部に所属する4つの戦隊の内、西太平洋戦隊の名称でもある。本項では前者を扱う。

## 概要
いずれの国家にも属さない対テロ傭兵組織ミスリルが有する強襲揚陸潜水艦。乗組員からは"デ・ダナン"もしくは"ダナン"と称されることが多い本艦の艦名はケルト神話における女神ダヌーの部族が由来。ミスリル作戦部西太平洋戦隊“トゥアハー・デ・ダナン”の中核をなす本艦は軍事演習のために他国の潜水艦を弄ぶため、被害にあう米海軍にはトイ・ボックス（幽霊潜水艦）と呼称される。
元々はソ連で計画倒れ（アーム・スレイブの運用を考慮していたともいわれる）に終わり、北極海に遺棄される予定だったミサイル潜水艦プロジェクト985をミスリルが改修したもの。
本艦のベースとなったプロジェクト985はマデューカスに「悪ければ初陣で撃沈。よくても拿捕で終わりでしょう」と酷評され、偽装商船を用いることも検討されていたが、テッサの協力により搭載された各種ブラックテクノロジーでその気になれば世界中のあらゆる都市を、文字通り灰燼に帰す超高性能を持つ。

## スペック
運用能力
アーム・スレイブ（AS）やペイヴ・メア輸送ヘリ、攻撃ヘリ、VTOL攻撃機の運用能力を持つ、潜水艦としては極めて異色の存在。上部船殻を展開し、AS（XL-2緊急展開ブースターを使用）を艦上射出することも可能であるほか、海中潜入作戦向けに、AS用の気密チェンバーを有するなど、沿岸地域におけるASの運用を重視している。
可変ピッチ・スクリュー
ニューポート・ニューズ社が開発した形状記憶合金製の可変ピッチ・スクリュー。
速力に応じて形状が変形するため静粛性などもまた、同時代の原潜（ロサンゼルス級等）を凌駕する。
電磁流体制御システム
ジオトロン社の"EMFC"（通称スマートスキン:Electro Magnetic Fluid Control）で、低速ながらスクリューなどに頼らずに限りなく無音に近い航走や、理論上は並行移動できる。
通常魚雷すら振り切るが、100ノット以上の速力を叩き出す超高速魚雷"ブーリァ"は振り切れない。なお、推進システムはという設定がある。
AI ダーナ
自動化・省力化のための超高性能のAI。
ウィスパードならば"ダーナ"の補佐と機密区画「聖母礼拝堂（レディ・チャペル）」に設置された"TAROS"（Transfer And Response "Omni-Sphere"）で操艦できる（作中ではかなめがこれを行った）が、この方法では艦の本来の性能を十分に発揮出来なくなってしまう。
パラジウムリアクター
静粛性や出力に勝るロールス・ロイス製パラジウムリアクター。
パラジウムは金よりも高価な希少金属であり、燃料切れのリスクがある（燃料ペレットを完全充填すれば理論上8ヶ月以上は潜航できる）。

## 組織構成

### TDD 司令部
- 戦隊長 … テレサ・テスタロッサ
  - 副戦隊長 (副長) … リチャード・ヘンリー・マデューカス
  - 先任下士官
  - 戦隊幕僚 … アンドレイ・セルゲイヴィッチ・カリーニン (陸戦コマンド指揮官)
    - 司令センター
    - 会計監査
    - 運用監査
    - 人材管理
    - 法務調停

### 小隊構成
初期対応班は、100名を超える人員を擁しており、様々な隊に分かれている。隊員はそれぞれ一定期間ごとに別の小隊に異動し、新たな技能を習得することが求められる。初期対応班(PRT)では対応が難しい作戦については、特別対応班(SRT)が担当することになる。
ちなみに、各部隊のコールサインはルーン文字から取られている。
- 戦隊長 (艦長) … テレサ・テスタロッサ
  - 運用グループ
    - 水中ユニット
      - 強襲潜水隊
      - 潜水支援隊

    - 陸戦ユニット
      - 特別対応班（SRT） … 宗介らが所属している最精鋭のユニット
      - 初期対応班（PRT）
        - 航空機動小隊
        - 水陸両用小隊
        - 偵察小隊
        - 強襲小隊
        - 通信小隊
        - 強襲機兵小隊

    - 航空ユニット
      - 戦闘攻撃部隊
        - STOVL（FAV-8）
        - 攻撃ヘリ（AH-64E）

      - 強襲輸送隊
        - 大型（C-17改）
        - 中型（MH-67改）
        - 小型（MH-60改）

  - 兵站グループ
    - 兵站支援中隊
    - 第11整備中隊（強襲騎兵）
    - 第12整備中隊（航空）
    - 第14整備中隊（艦艇）
    - 燃料弾薬中隊
    - 輸送供給中隊

  - 支援グループ
    - 通信小隊
    - 任務支援小隊
    - 業務小隊
    - 医療隊
    - 警戒中隊
      - 航空
      - 沿岸
      - 保安

  - 施設グループ
    - 第8施設中隊（演習施設、航空施設）
    - 第9施設中隊（地下施設）

## 作中での活躍
『戦うボーイ・ミーツ・ガール』
冒頭において、ソ連による実験を受けていたウィスパードの少女（ミラ）および彼女を救出したミスリル情報部隊員の回収のためにオホーツク海へと向かい、その後燃料気化弾頭を装填したトマホークを用いてハバロフスクの施設を破壊した。
ハイジャック発生後は黄海に向かい、クルツ、マオを始めとするAS部隊や航空部隊を投入。一時的に中国沿岸まで後退するものの、宗介らを回収するために弾道ミサイルにアーバレストを搭載して射出すると共に、超伝導推進を駆使して北朝鮮沿岸まで短期間で戻り、彼らを回収している。
『疾るワン・ナイト・スタンド』
テッサが東京にて宗介らと行動を共にしているため、副長のマデューカスが指揮を取っていた。この際は彼の判断により、テッサの命令が下る以前からアーバレストの射出準備が進められていた。
『揺れるイントゥ・ザ・ブルー』
この時期に本艦は就航一周年を迎えるが、同時に最大の危機も迎えることになる。
南太平洋で訓練を行った後にペリオ諸島へと向かい、テロリスト（実際はアマルガムの部隊）の制圧を行ったが、メリダ島への帰還中に拘束中のガウルンによってアマルガムに内通していたSRT要員2名を伴い発令所を制圧される。ガウルンによる無軌道な命令によって限界深度への潜航や米軍艦へのミサイル攻撃などを行い、近海を航行していた米海軍の原潜による魚雷攻撃を受ける。しかしすんでの所でかなめのウィスパードとしての能力を用いて艦の制御を奪い返すことに成功し、辛くもメリダ島へ帰還することに成功した。
なお、この件でかなりのダメージを受けたため、本艦は数週間の補修作業を必要とした。
『終わるデイ・バイ・デイ』
香港に出現したヴェノムを撃破するためにAS部隊を派遣している。この際はM9部隊を水中から発進させた他、アーバレストを緊急展開ブースターによって射出している。
『踊るベリー・メリー・クリスマス』
冒頭では、南沙諸島を拠点とする海賊の制圧に向かった。
その後のミスリルによる"パシフィック・クリサリス号"の制圧（シージャック）作戦においては陸戦部隊の支援を行っていたが、アマルガムの特殊潜航艇"リヴァイアサン"3隻による攻撃を受ける。これが本艦の戦歴の中で初めての対潜戦闘となる。なお、この際は艦長のテッサがパシフィック・クリサリス号側にいたため、マデューカスが指揮をとっている。
リヴァイアサン撃沈後には、テッサ救出のためにアーバレストを緊急展開ブースターで射出した。
『つづくオン・マイ・オウン』
メリダ島からの脱出に用いられた。この際はアマルガムの奇襲を受けたために十分な整備補修がなされていない上に、パラジウムリアクターの燃料ペレットの充填が完了しておらず、静粛性にも問題を抱えていた）、また、物資の積み込みも不十分なものであった。
『つどうメイク・マイ・デイ』
メリダ島から脱出した後の西太平洋戦隊の中核として、アマルガムへの反攻の機会をうかがっている。物資の問題に関しては、何者かによって無人島に放置されていたもので賄っている。
当初テッサはクルーの下船を許可し、大多数が下船するものと考えていたが、実際に下船したのは重傷を負った者や妻帯者など、33名だけだった。
カリフォルニアにおいてテッサ自らを囮とした作戦を展開した際は、コダールと交戦するクルーゾーのM9を巡航ミサイルで支援している。その後は、メキシコに向かい、アマルガムの施設へとM9部隊を送り込む。この作戦において、独自行動を取っていた宗介と合流。
『ずっと、スタンド・バイ・ミー』
レナードの計画を止めるため、ほとんどのクルー、およびレーバテイン以外のASを降ろし、単身メリダ島へ。そこでパサデナ含む、10隻以上の米海軍潜水艦、5機のリヴァイアサンとの戦闘に入る。米海軍潜水艦との戦闘は双方最小限の被害で切り抜けるも、続くリヴァイアサンとの戦闘では、レーバテイン射出のために、浮上やカタパルトデッキの開放など無防備にならざるをえなかったこともあり、初の被弾を被る。レーバテインを射出後には、さらに計三箇所に被弾し瀕死の状態となるが、座礁覚悟でメリダ島のTDD-1ドック跡に設置されたTARTAROSへ向け突撃。隔壁を破って突入には成功するも、艦体は陸に完全に乗り上げてしまい、AIダーナを含めた操艦システムも、それまでのダメージにより完全に沈黙した。艦はそのまま放棄され、残された艦体も核ミサイルのメリダ島ごと消し去る威力により消滅した。
最終決戦後、ボーダがテッサに冗談でTDD-2の建造を打診したが、「まっぴらごめんです」と断っている。

## ゲーム作品での活躍
ゲームスーパーロボット大戦シリーズにおいて『フルメタル・パニック!』は何度か登場しているが、トゥアハー・デ・ダナンは潜水艦という特性上宇宙や陸上マップで戦うことが出来ないため、一時的参戦に留まっていた。
『第3次スーパーロボット大戦Z』においては、激化する戦況に対応するためテッサの発案で大改修が行われ、TAROSのフル稼働による宇宙船化が実現。これについて原作者の賀東は絶賛している。
同じく作品化された『スーパーロボット大戦V』には「最初から航宙艦として設計されている」という設定なので、最初から宇宙での活動が可能（ただし、ある程度の仕様変更は必要らしく、ネルガル重工のドックでその作業に入っている）。